# Cyathochaeta avenacea
Cyathochaeta avenacea är en halvgräsart som först beskrevs av Robert Brown, och fick sitt nu gällande namn av George Bentham. Cyathochaeta avenacea ingår i släktet Cyathochaeta, och familjen halvgräs. Inga underarter finns listade i Catalogue of Life.